# اختيار معرفة الرجال (كتاب)
اختيار معرفة الرجال، هو كتاب شيعي اثني عشري في علم الرجال.كتب الكتاب في الأصل محمد بن عمر الكشي (المولود في 854 والمتوفى في 941) واختصره الشيخ الطوسي ( المولود في 995 والمتوفى في 1067م).
ضاع عمل الكشي الأصلي الآن. وكان السبب الذي دفع الطوسي لاختصار عمل الكشي هو احتوائه على الكثير من الأخطاء. يحتوي العمل المختصر كما هو موجود اليوم على 1115 حديثاً يشير إلى 515 من سيرة تابعي أئمة الشيعة. 
يعتبر لكتاب أحد الكتب الأربعة الكبرى لدى الشيعة في علم الرجال، والتي تعتبر موثوقة عند الشيعة الإثنا عشرية.

## اسم الكتاب
اختصر الشيخ الطوسي الكتاب في عام 1064 باسم "اختيار معرفة الرجال"  وتشير كلمة "رجال في العنوان إلى ناقلي الحديث الأوائل وغيرهم من الشخصيات التاريخية التي عرفت أئمة الشيعة. كما يُسمى الكتاب أحيانًا رجال الكشي نسبةً للمؤلف. وأشار إليه ابن شهر آشوب باسم معرفة الناقلين عن الأئمة الصادقين بمعنى.

## المحتوى
يناقش الكتاب السيرة الذاتية لمجموعة متنوعة من الشخصيات الإسلامية المبكرة. على الرغم من أن معظم هذه الشخصيات هم من أوائل ناقلي الأحاديث الشيعية، إلا أنها سناقش أيضًا سيرة معاصرين آخرين لأئمة الشيعة، بالإضافة إلى عدد من الأشخاص لم يُعتبروا بشكل خاص موثوق بهم أو يستحقون الثناء. نُمت السير وفقًا لشخصيات إسلامية مركزية الصحابة، بدءًا من أصحاب النبي محمد وانتهاءً بصحبة حسن العسكري (الإمام الحادي عشر وفقًا للمعتقد الشيعي الإثني عشري)، وبعض العلماء من وقت الغيبة الصغرى .

## القيمة التاريخية
يعتبر اختيار معرفة الرجال من أكثر أعمال علم الرجال شهرةً عند الشيعة.  وبصرف النظر عن شخصيات القرنين الثامن والتاسع المبكرة التي ادعى التقليد الشيعي الإثني عشرية أنها خاصة بهم فقط، فإنه يحتوي أيضًا على معلومات عن شخصيات تنتمي إلى طوائف شيعية محرمة الآن (تسمى عادة الغلاة) مثل الفطحية والبترية والوقفية، وكذلك الشخصيات المبكرة التي تنتمي إلى الزيدية والمرجئة. 